# Prelato di fiocchetto

Wappen eines Prelato di fiocchetto.

Als Prelati di fiocchetto wurde eine Gruppe von vier Prälaten an der römischen Kurie bezeichnet:
- der Vizecamerlengo der heiligen römischen Kirche, bis zum Ende des alten Kirchenstaats auch Gouverneur von Rom
- der Auditor Camerae der Apostolischen Kammer
- der Tesoriere Generale der Apostolischen Kammer
- der Maggiordomo des Papstes

Der Name, italienisch fiocchetto ‚kleine Schleife, Schleifchen‘, leitet sich von einem Zierbüschel ab, das am Kopf des Pferdes angebracht wurde, das die Prälaten bei Paraden oder Prozessionen ritten.
Heute existiert dieser Prälatenrang nicht mehr. Der Vizecamerlengo und der Auditor Camerae sind mittlerweile Titularbischöfe. Mit dem Motu proprio Pontificalis domus von 1968 machte Papst Paul VI. aus dem Maggiordomo den Präfekten des Päpstlichen Hauses.
In der kirchlichen Heraldik bestand das Wappen der prelati di fiocchetto aus einem violetten Galero mit zehn roten Quasten auf jeder Seite, die durch eine rote Kordel verbunden waren. Dasselbe Wappen mit sechs roten Quasten trägt heute der Dekan der Apostolischen Kammer. Falls dieser ein höherer Prälat ist, trägt er auch das Wappen mit zehn Quasten.